# Rochedo Vietor
O Rochedo Vietor é um rochedo ligado a um espeto ao Cabo Nikopol na costa sul da Península Byers, Ilha Livingston nas Ilhas Shetland do Sul, Antártica.  A área foi visitada por caçadores de foca no início do século 19 operando na Península Byers.
A feição recebeu o nome de Alexander Vietor, Curador de Mapas, Biblioteca da Universidade de Yale, que descobriu os registros os diários de bordo originais dos navios caçadores de foca americanos Hersilia, 1819–20, e Huron, 1820-21.

## Localização
O rochedo está localizado em 62° 40′ 59″ S, 61° 05′ 53″ O que está  1,2 km (0,75 mi) a sul-sudoeste do Cabo Nikopol, 7,16 km (4,45 mi) a nordeste da Cabeça President, Ilha da Neve, 5,15 km (3,20 mi) a leste-nordeste do Rochedo Long e  4,52 km (2,81 mi) a leste-sudeste do Cabo Devils (mapeamento britânico em 1968, chileno em 1971, argentino em 1980, mapeamento detalhado espanhol em 1992, e mapeamento búlgaro em 2009).

## Mapas
- Península Byers, Isla Livingston. Mapa topográfico a escala 1:25000. Madrid: Servicio Geográfico del Ejército, 1992.
- L.L. Ivanov. Antarctica: Livingston Island and Greenwich, Robert, Snow and Smith Islands. Scale 1:120000 topographic map.  Troyan: Manfred Wörner Foundation, 2009.  ISBN 978-954-92032-6-4

## Ligações Externas
- Dicionário Geográfico Antártico Composto.